# Залесский, Николай Александрович
Николай Александрович Залесский (1909, Нерчинск, Забайкальский край, Российская империя — 1990, С.-Петербург, Россия) — военно-морской историк, писатель, коллекционер, филокартист, кандидат технических наук, инженер-капитан 1-го ранга.

## Биография
Залесский Николай Александрович родился в 1909 году в городе Нерчинске в семье учителя.
В 1924 году поступил Одесский морской техникум, но из-за болезни глаз ушел с первого курса техникума. Работал разнорабочим и каменщиком в Одесском торговом порту.
В 1930 году поступил матросом 2-го класса на пароход «Пестель» Черноморского пароходства.
13 июля 1931 года был зачислен курсантом Высшего военно-морского инженерного училища имени Ф. Э. Дзержинского.
В августе 1935 года после окончания училища был назначен командиром электромеханического сектора учебного судна «Правда» Каспийской военной флотилии.
С января 1937 года командир сектора движения крейсера «Аврора» Балтийского флота.
В 1939 году с отличием окончил кораблестроительный отдел Военно-морской академии имени К. Е. Ворошилова.
С ноября 1939 по 1942 год проходил службу старшим военным представителем, а затем начальником отделения в Управлении кораблестроения ВМФ.
Н. А. Залесский участник Великой Отечественной войны, был награждён тремя боевыми орденами, медалью «За боевые заслуги» и многими другими медалями.
С 1942 по 1945 годы был адъюнктом Военно-морской академии. В 1947 году защитил диссертацию на степень кандидата технических наук и продолжил службу в академии преподавателем. В 1951 году был назначен начальником научно-исследовательского отдела, заместитель начальника кафедры истории военно-морского искусства Военно-морской академии.
С 1953 года — учёный секретарь совета академии по подводным взрывам, заместитель начальника кораблестроительного факультета по учебной работе. С 1958 года стал учёным секретарём совета Военно-морской академии.
В 1960 году вышел в отставку. Продолжал работу в академии. С 1961 года — учёный хранитель Кабинета-музея академика Алексея Николаевича Крылова, создатель музея Военно-морской академии.
Н. А. Залесский умер в 1990 году, похоронен на Северном кладбище Санкт-Петербурга.

## Увлечения
С 1925 года Н. А. Залесский коллекционировал открытки и фотографии с изображением кораблей русского флота. За 65 лет коллекционирования он собрал около 23000 экспонатов, которые после его смерти по завещанию ещё при жизни, в 1972 году, были переданы Российскому государственному архиву ВМФ. Фотографии Залесского из архива ВМФ неоднократно использовались для иллюстраций книг о Военно-морском флоте.

## Награды
- Орден Ленина (30 декабря 1956)
- Орден Красного Знамени (27 декабря 1951)
- Орден Красной Звезды (5 ноября 1946)
- Орден Отечественной войны 2-й степени (6 ноября 1985)
- Медаль «За боевые заслуги» (3 ноября 1944) и другие медали[1].